# 南崁

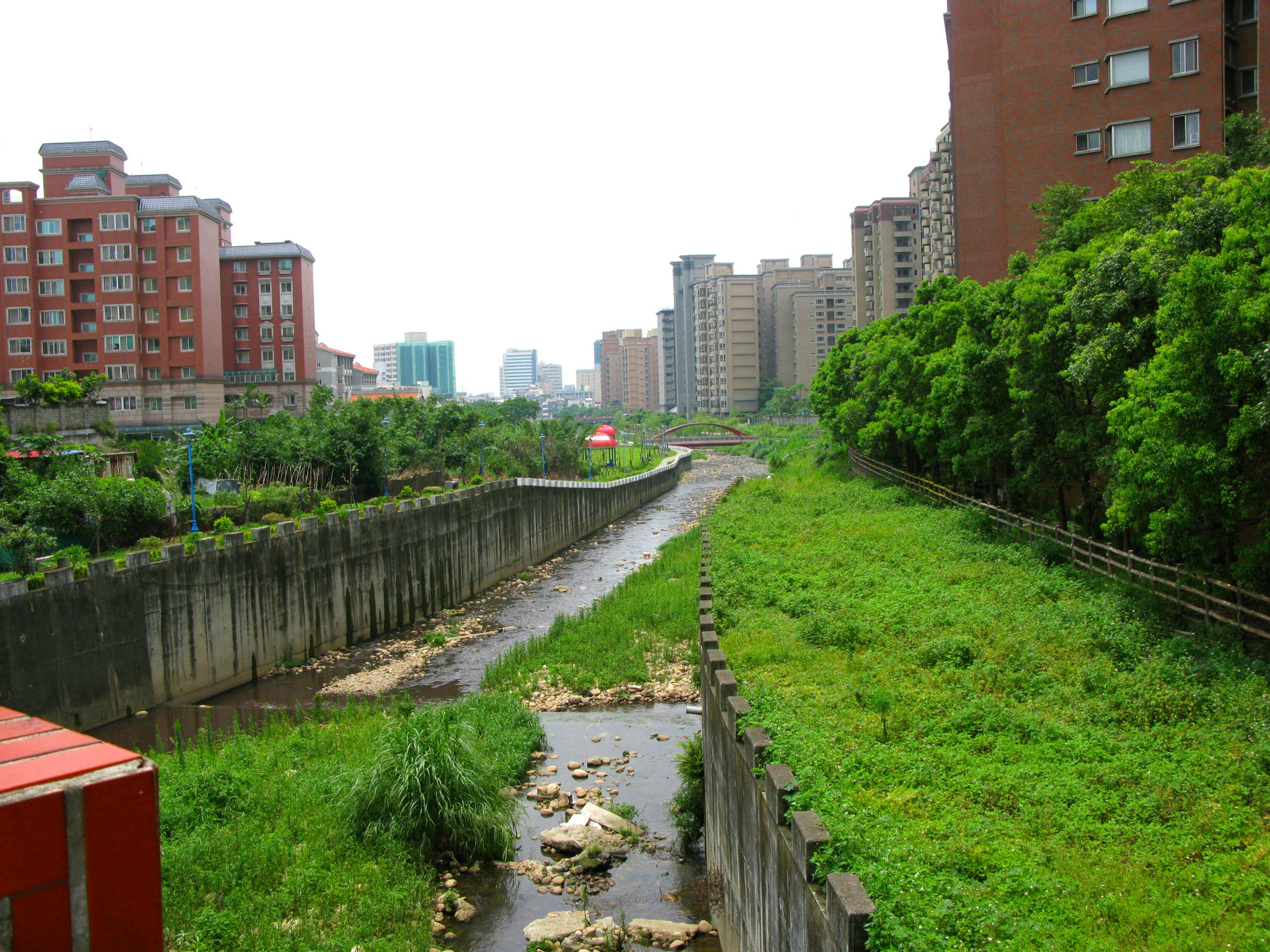
南崁一帶的大坑溪河濱公園

南崁是位於台灣桃園市的一個地名，昔日為桃園臺地的總稱，現常指稱跨越蘆竹區及龜山區兩區，是蘆竹區的行政、商業、工業重心。有南崁溪（青溪）流淌貫穿其中，並設有南崁溪自行車道提供民眾假日休憩。

## 名稱
地名來源眾說紛紜。荷治時期即有文獻紀錄「Lamcam」一名，語源為閩南人稱的「南崁」（原住民則自稱部落為Parricoutsie），清治時期成為桃園平地區域的總稱。一說昔為平埔族群原住民龜崙族南崁社所在地，因而得名。另說鄭成功軍隊攻台時曾在南崁港停泊，由海上眺望該港地形為一斷崖（崖在閩南語中稱為崁），南崁恰在斷崖之南，因以為名。（然而，正史中鄭成功不曾到過台灣北部）

## 歷史
原為南崁社所在，日治時期1920年之前原有南崁區，屬桃澗堡。1920年實施街庄制後，將原南崁區水汴頭併入桃園街，蘆竹厝、南崁下庄、南崁廟口、南崁內厝等併入蘆竹庄，南崁頂庄併入龜山庄，延續至今造成南崁橫跨兩區之情況。其中蘆竹庄役場設於南崁下278番地，奠定行政中樞地位。（此為蘆竹庄誌說法，戰後之臺灣省通誌則認為初置於新興大字，隨後再遷至南崁下。）
昔日龜山鄉南崁頂即今龜山區南上、南美、大坑3里。今日3里學區為自由學區，水力及電力設施亦與南崁一體等；林口線鐵路南祥車站亦位於龜山區南上里，但距離蘆竹區公所不到300公尺。
南崁本以農業為主，近二十年來因為中山高速公路桃園交流道（俗稱南崁交流道）的興建，再加上地近桃園國際機場，蘆竹區的人口從原本的5萬成長到今日的15萬，其中大部分的人口增加歸功於南崁地區的快速發展。經過許多建商於1990年代以來的不斷開發，南崁地區具備的生活機能已相當完整。台灣第一座綜合型購物中心台茂購物中心以及長榮航空總部皆位於南崁。
戰後初期，南崁大致涵蓋蘆竹鄉南崁、錦興、五福及龜山鄉南上、大坑等5村。今日因人口稠密，將南崁村細分為南興、南榮、南崁三村；錦興村細分為錦興、錦中、長興三村；五福村細分為五福、羊稠、營盤、瓦窯四村以及龜山鄉南上村與大坑村細分為南美、南上、大坑三村等共13村。
在2014年蘆竹鄉改制為直轄市一區後，所轄的村皆改成里，且原本的村又再細分成更多里，顯示南崁地區發展的快速。

## 區域範圍
目前「南崁」的範圍大致涵蓋以下里：

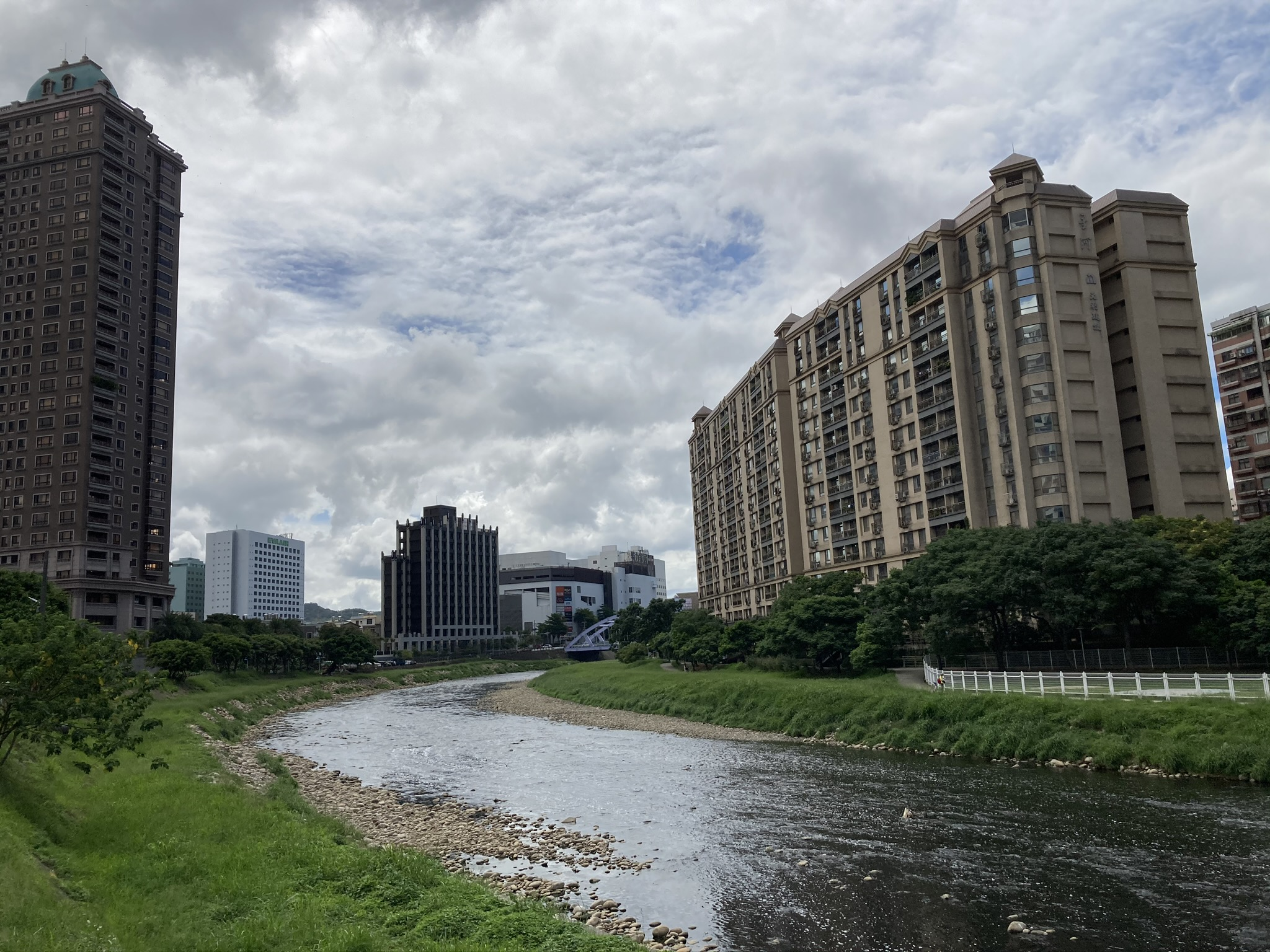
流經南崁的南崁溪，遠方白色建築為長榮航空總部大樓。

- 蘆竹區：南崁、南興、順興、福昌、福興、蘆興、南榮、興榮、錦興、錦中、長興、五福、中山、福祿、羊稠、長壽、吉祥、營盤、營福、瓦窯、正興等21里。
- 龜山區：南上、南美、大坑等3里。

此外當地人也會把南崁區分為上南崁與下南崁(亦或稱作南崁頂與南崁下)。
上南崁行政區域大致分為:五福、中山、福祿、羊稠、長壽、吉祥、營盤、營福、瓦窯、南上、南美等11里。
下南崁行政區域大致分為:長興、南崁、南興、順興、福昌、福興、蘆興、南榮、興榮、錦興、錦中、正興等12里。
也有一說是上南崁從中正路以北截至中山路與仁愛路二段交界，下南崁則是中正路以南截至大竹與桃園區交界。

## 交通

### 鐵路
- 台灣鐵路管理局林口線
  - 南祥車站

因配合縱貫線臺鐵都會區捷運化桃園段高架化計畫，林口線於2012年12月28日停駛

### 公路
- 高速公路
  - 49 桃園桃園交流道
    - 南崁匝道
    - 中正北路匝道[2]
    - 蘆興南路匝道

- 省道
  - 台4線
  - 台31線

### 捷運
桃園捷運
- 機場線
  - A10山鼻站
  - A11坑口站

## 購物中心與商場
- 台茂購物中心
- 特力家居（桃園南崁店）
- 家樂福（桃園南竹店）
- 好市多（桃園店）

## 交通問題
因應桃園機場以及桃園航空城的聯外需求，交通部國道新建工程局擬在桃園市興建國道一號甲線。路線從桃園市竹圍漁港附近的台61線起，行經蘆竹區並於龜山區銜接國道一號，續經桃園煉油廠東側，迄於桃園區，全長約18.5公里，沿線設置6處交流道。這條18.5公里的路除了將耗費549億元，且可能通過26個里、13萬人、3座山與中油煉油廠，恐衝擊生態與居民安全。
目前南崁交流道到五股交流道之間路段確實壅塞，甚至回堵到台四線，但國道一號甲線銜接到國一的大坑段，正是最易壅塞處。此舉等於把車流導進「一條昂貴的停車場」；而且與台四線平行的桃林鐵路原址，已規劃配合油管路拓寬，可取代國一甲所規劃的功能。